# 1996-os spanyolországi általános választás
| Miniszterelnök-jelölt    | Felipe González                          | José María Aznar                          | Julio Anguita                            |
| ------------------------ | ---------------------------------------- | ----------------------------------------- | ---------------------------------------- |
| Párt neve                | Spanyol Szocialista Munkáspárt           | Néppárt                                   | Egyesült Baloldal                        |
| Szavazatok száma         | 9.425.678 37,63%                         | 9.716.006 38,79%                          | 2.639.774 10,54%                         |
| Mandátumok               | Képviselőház:141 / 350 Szenátus:81 / 208 | Képviselőház:156 / 350 Szenátus:112 / 208 | Képviselőház: 21 / 350 Szenátus: 0 / 208 |
| Változás %               | 1,2                                      | 3,4                                       | 0,9                                      |
| Változás a mandátumokban | 18                                       | 14                                        | 3                                        |

Az 1996-os spanyolországi általános választást 1996. március 3-án tartották meg. Ez egy előrehozott választás volt, miután az 1993-ban hivatalba lépett szocialista Negyedik González-kormány legfőbb koalíciós partnere a katalán Konvergencia és Unió felbontotta a koalíciót és az 1996. évi költségvetést nem tudta megszavazni a kormány. A választást eredetileg 1997. július 6-án tartották volna meg, így az eredetileg tervezethez képest 70 héttel előbb mentek szavazni a választásra jogosultak.
Spanyolország demokratikus átalakulása óta ez volt az egyik legkeményebb választás: a 14 éve kormányzó balközép, szociáldemokrata szellemiségű Spanyol Szocialista Munkáspárt elvesztette a választást és először alakult jobbközép, liberális kormány a José María Aznar vezette Néppárttal.
Az előző választáshoz képest a Néppárt elhódította Asztúriát, Kantábria autonóm közösségeket illetve Álava, Huesca, Zaragoza, Teruel, Albacete, Toledo tartományokat és Melillat is.

## Választási rendszer
A spanyol törvényhozás a Cortes Generales tökéletlen kétkamarás parlamenti rendszer szerint működik. Az alsóháznak megfelelő Képviselőháznak nagyobb hatalma van a Szenátusnál, joga van miniszterelnöknek bizalmat szavazni illetve megfosztani őt ettől. Emellett a Képviselőháznak joga van a Szenátus vétóját felülbírálni.
A Képviselőház esetében 348 mandátumot osztottak ki, ebből 100 mandátumot a többségi szavazás értelmében az 50 spanyol többmandátumos választókerületi szavazásokon osztanak ki. Az egy-egy választókerületben megválasztható képviselők száma a választókerület alá tartozó lakosság számarányától függ. A többi 248 mandátumot az arányos képviselet értelmében a zárt országos pártlistás szavazással osztották ki illetve a töredékszavazatokat azoknak a pártoknak osztották akik a 3%-os bejutási küszöböt átlépték.
A Szenátusban 208 mandátumot osztanak ki. A szenátorokat nyílt listás preferencia szavazás során lehet megválasztani.

## Pártok
|                                | Ideológia                                      | Miniszterelnök-jelölt neve |
| Spanyol Szocialista Munkáspárt | Szociáldemokrácia                              | Felipe González            |
| Néppárt                        | Konzervativizmus, kereszténydemokrácia         | José María Aznar           |
| Egyesült Baloldal              | Kommunizmus, szocializmus                      | Julio Anguita              |
| Konvergencia és Unió           | Centrizmus, katalán autonómia                  | Joaquim Molins             |
| Baszk Nacionalista Párt        | kereszténydemokrácia, baszk nacionalizmus      | Iñaki Anasagasti           |
| Kanári-szigeteki Koalíció      | konzervativizmus, kanári nacionalizmus         | José Carlos Mauricio       |
| Népi Egység                    | Baloldali nacionalizmus, baszk függetlenség    | -                          |
| Katalán Republikánus Baloldal  | Baloldali nacionalizmus, katalán függetlenség  | Pilar Rahola               |
| Baszk Szolidaritás             | szociáldemokrácia, baszk nacionalizmus         | Begoña Lasagabaster        |
| Galiciai Nacionalista Blokk    | Baloldali nacionalizmus, galíciai függetlenség | Francisco Rodríguez        |
| Valenciai Unió                 | blaverizmus                                    | Vicente González Lizondo   |

## Választási kampány
A Szocialista Munkáspárt kampánya az 1982 óta eltelt 14 éves kormányzásuk sikereit hangoztatta. Kampányuk neve España en positivo (Spanyolország pozitívan) volt emellett legfőbb ellenfelüket a Néppártot igyekeztek egy olyan sötét politikai erőnek beállítani, ami fenyegetést jelenthet a társadalomra és a további fejlődések legfőbb gátjának állították be őket a kampányvideókban.
A Néppárt üzenete egyszerű volt: Spanyolországnak változás kell. Állításuk szerint Felipe González négy kormányzása alatt Spanyolországot a saját képére formálta, amit a korrupció és a munkanélküliség jellemzett. Aznar kampányában új módszert alkalmazott, barátságos retorikát használt és kampánya alatt dicsőítette a középosztályt és a vállalkozókat. A választásra a Néppárt jobbközép, mérsékelt tömegpárttá vált, amivel végleg szakított az elődpárt Népi Szövetség francoista örökségével.
Az Egyesült Baloldal üzenete az volt, hogy döntsenek a választók. A népszerű Julio Anguita pártelnök vezetésével a pártnak először lett volna lehetősége kormányalakításban részt vennie, ugyanis a Szocialistákkal együtt baloldali kormány maradt volna meg ám Anguita nem akart Gonzálesszel kormánykoalícióban lenni.

### Kampány szlogenek
- PSOE: España en positivo. (Spanyolország pozitívan)
- PP: Con la nueva mayoría. (Az új többséggel)
- Egyesült Baloldal: Decide. (Dönts!)
- Konvergencia és Unió: Fem que Catalunya sigui clau (Tegyünk azért, hogy Katalónia legyen a kulcs.)

## Fordítás
- Ez a szócikk részben vagy egészben  az   Elecciones generales de España de 1996 című spanyol Wikipédia-szócikk ezen változatának fordításán alapul.  Az eredeti cikk szerkesztőit annak laptörténete sorolja fel. Ez a jelzés csupán a megfogalmazás eredetét és a szerzői jogokat jelzi, nem szolgál a cikkben szereplő információk forrásmegjelöléseként.